# ウィレム・ジャクソン
ウィレム・ジャクソン（Willem Jackson、1972年3月26日 - ）は、南アフリカの元サッカー選手。元南アフリカ代表。ポジションはディフェンダー。

## 来歴
1997年に南アフリカ代表デビュー。アフリカネイションズカップ1998では全6試合に出場、準優勝した。1998 FIFAワールドカップでは2試合に出場した。2001年までに8試合に出場した。

## 代表歴

### 出場大会
- 南アフリカ代表
  - 1998 FIFAワールドカップ

### 試合数
- 国際Aマッチ 18試合 0得点（1997年-2001年）[1]

| 南アフリカ代表 | 国際Aマッチ | 国際Aマッチ |
| 年             | 出場        | 得点        |
| -------------- | ----------- | ----------- |
| 1997           | 5           | 0           |
| 1998           | 12          | 0           |
| 1999           | 0           | 0           |
| 2000           | 0           | 0           |
| 2001           | 1           | 0           |
| 通算           | 18          | 0           |